# Heliconilla thaleri
Espèce
Synonymes
- Mallinella thaleri Dankittipakul & Schwendinger, 2009

Heliconilla thaleri est une espèce d'araignées aranéomorphes de la famille des Zodariidae.

## Distribution
Cette espèce est endémique de la province de Surat Thani en Thaïlande,. Elle se rencontre sur Koh Tao.

## Description
Le mâle décrit par Jocqué en 1991 mesure 5,63 mm et la femelle 7,56 mm.

## Étymologie
Cette espèce est nommée en l'honneur de Konrad Thaler.

## Publication originale
- Dankittipakul & Schwendinger, 2009 : Mallinella thaleri, a new spider species from southern Thailand (Araneae: Zodariidae). Contributions to Natural History, vol. 12, p. 381-389.